# Hunga gerontogea
Espèce
Statut de conservation UICN

 VU B1+2c : Vulnérable
Hunga gerontogea est une espèce de plantes à fleurs de la famille des Chrysobalanaceae. C'est un arbuste endémique à la Nouvelle-Calédonie.

## Synonymes
- Licania gerontogea Schltr.
- Parinari neocaledonica Baker f[1].

## Description
Arbuste, parfois densément ramifié, avec des rameaux d'abord laineux puis glabres.

## Répartition
Endémique aux maquis arbustifs sur roches ultramafiques de la côte nord-ouest de la Grande Terre, en populations disjointes entre Pouembout et Tiébaghi en Nouvelle-Calédonie.